# ديفيد ماركوس (فارس سباق)
ديفيد ماركوس (بالإنجليزية: David Marcus)‏ هو فارس سباق أمريكي، ولد في 28 أغسطس 1980 في أوماها في الولايات المتحدة.

## وصلات خارجية
- ديفيد ماركوس على موقع الاتحاد الدولي للفروسية (الإنجليزية)
- ديفيد ماركوس على موقع FEI (رابط بديل) (الإنجليزية)
- ديفيد ماركوس على موقع أوليمبيديا (الإنجليزية)